# Sistema climático

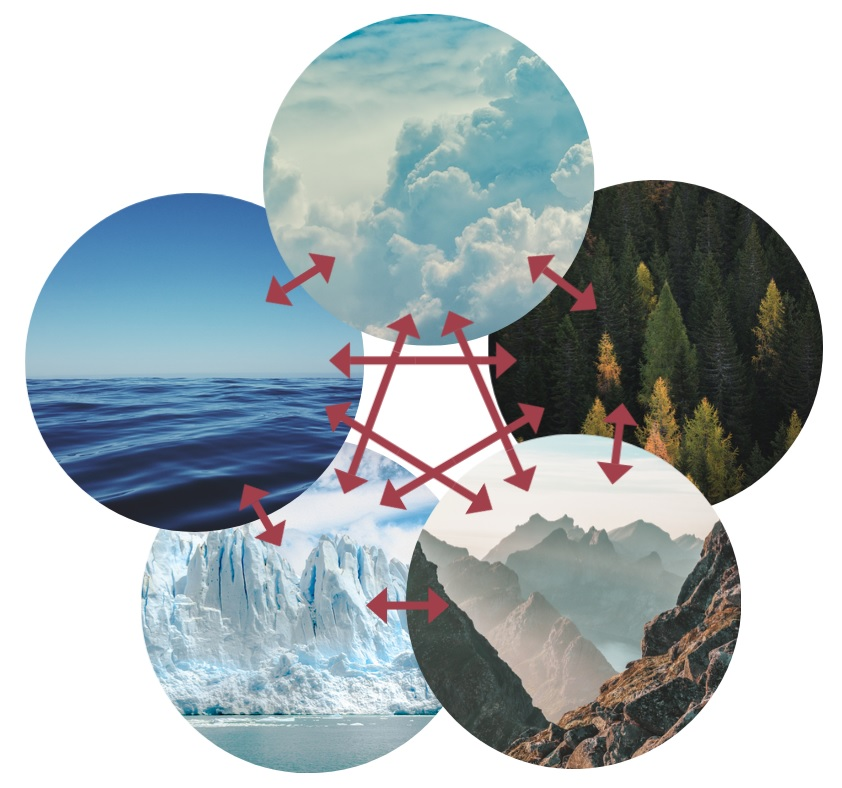
Todos os cinco componentes do sistema climático interagem. Eles são a atmosfera, a hidrosfera, a criosfera, a litosfera e a biosfera.

O sistema climático da Terra é um sistema complexo com cinco componentes que interagem entre si: a atmosfera (ar), a hidrosfera (água), a criosfera (gelo e permafrost), a litosfera (camada rochosa superior da Terra) e a biosfera (seres vivos).:1451 Clima é a caracterização estatística do sistema climático:1450 e é representado pelo tempo médio, normalmente em um período de 30 anos, e é determinado por uma combinação de processos, como correntes oceânicas e padrões de vento. A circulação na atmosfera e nos oceanos transporta o calor das regiões tropicais para regiões que recebem menos energia do Sol. A irradiação solar é a principal força motriz dessa circulação. O ciclo da água também movimenta energia por todo o sistema climático. Além disso, determinados elementos químicos estão em constante movimento entre os componentes do sistema climático. Dois exemplos desses ciclos biogeoquímicos são os ciclos do carbono e do nitrogênio.
O sistema climático pode mudar devido à variabilidade interna e a forças externas. Essas forças externas podem ser naturais, como variações na intensidade solar [en] e erupções vulcânicas, ou causadas por seres humanos. O acúmulo de gases de efeito estufa na atmosfera, emitidos principalmente por meio da queima de combustíveis fósseis, está causando a mudança climática. A atividade humana também libera aerossóis de resfriamento, mas seu efeito líquido é muito menor do que o dos gases de efeito estufa.:1451  As mudanças podem ser amplificadas por  processos de feedback nos diferentes componentes do sistema climático.

## Componentes
A atmosfera envolve a Terra e se estende por centenas de quilômetros a partir da superfície. Ela consiste principalmente de nitrogênio inerte (78%), oxigênio (21%) e argônio (0,9%). Alguns gases residuais na atmosfera, como o vapor de água e o dióxido de carbono, são os gases mais importantes para o funcionamento do sistema climático, pois são gases de efeito estufa que permitem que a luz visível do Sol penetre na superfície, mas bloqueiam parte da radiação infravermelha que a superfície da Terra emite para equilibrar a radiação do Sol. Isto faz com que as temperaturas da superfície aumentem.
O ciclo hidrológico é o movimento da água no sistema climático. O ciclo hidrológico não apenas determina os padrões de precipitação, mas também influencia o movimento de energia em todo o sistema climático.
A hidrosfera propriamente dita contém toda a água líquida da Terra, sendo que a maioria dela está contida nos oceanos do mundo. O oceano cobre 71% da superfície da Terra a uma profundidade média de quase 4 quilômetros, e o conteúdo de calor do oceano é muito maior do que o calor mantido pela atmosfera. Ele contém água do mar com um teor de sal de cerca de 3,5% em média, mas isso varia espacialmente. A água salobra é encontrada em estuários e alguns lagos, e a maioria da água doce, 2,5% de toda a água, é mantida no gelo e na neve.
A criosfera contém todas as partes do sistema climático em que a água está sólida. Isso inclui o gelo marinho, as camadas de gelo, o permafrost e a cobertura de neve. Como há mais terra no Hemisfério Norte em comparação com o Hemisfério Sul, uma parte maior desse hemisfério é coberta de neve. Ambos os hemisférios têm aproximadamente a mesma quantidade de gelo marinho. A maior parte da água congelada está contida nas camadas de gelo da Groenlândia e da Antártica, que têm em média cerca de 2 quilômetros de altura. Essas camadas de gelo fluem lentamente em direção às suas margens.
A crosta terrestre, especificamente montanhas e vales, molda os padrões globais de vento: vastas cadeias de montanhas formam uma barreira para os ventos e afetam onde e quanto chove. A terra mais próxima do mar aberto tem um clima mais moderado do que a terra mais distante do oceano. Para fins de modelagem do clima, a terra é geralmente considerada estática, pois muda muito lentamente em comparação com os outros elementos que compõem o sistema climático. A posição dos continentes determina a geometria dos oceanos e, portanto, influencia os padrões de circulação oceânica. A localização dos mares é importante para controlar a transferência de calor e umidade em todo o globo e, portanto, para determinar o clima global.
Por fim, a biosfera também interage com o restante do sistema climático. A vegetação geralmente é mais escura ou mais clara do que o solo abaixo dela, de modo que mais ou menos calor do sol fica retido em áreas com vegetação. A vegetação é boa em reter água, que é então absorvida por suas raízes. Sem a vegetação, essa água teria escorrido para os rios ou outros corpos d'água mais próximos. Em vez disso, a água captada pelas plantas evapora, contribuindo para o ciclo hidrológico. A precipitação e a temperatura influenciam a distribuição das diferentes zonas de vegetação. A assimilação de carbono da água do mar pelo crescimento de pequenos fitoplânctons é quase igual à das plantas terrestres da atmosfera. Embora os seres humanos sejam tecnicamente parte da biosfera, eles costumam ser tratados como componentes separados do sistema climático da Terra, a antroposfera, devido ao grande impacto humano sobre o planeta.

## Fluxos de energia, água e elementos

A circulação atmosférica da Terra é impulsionada pelo desequilíbrio de energia entre o equador e os polos. Ela é ainda mais influenciada pela rotação da Terra em torno de seu próprio eixo.

### Energia e circulação em geral
O sistema climático recebe energia do Sol e, em uma extensão muito menor, do núcleo da Terra, bem como energia de maré da Lua. A Terra libera energia para o espaço sideral de duas formas: reflete diretamente uma parte da radiação do Sol e emite radiação infravermelha como radiação de corpo negro. O balanço da energia que entra e sai e a passagem da energia pelo sistema climático determinam o orçamento energético da Terra [en]. Quando o total de energia que entra é maior do que a energia que sai, o desequilíbrio energético da Terra é positivo e o sistema climático está se aquecendo. Se mais energia sair, o desequilíbrio energético é negativo e a Terra sofre resfriamento.
Mais energia chega aos trópicos do que às regiões polares e a diferença de temperatura subsequente impulsiona a circulação global da atmosfera e dos oceanos. O ar sobe quando aquece, flui para os polos e desce novamente quando esfria, retornando ao equador. Devido à conservação do momento angular, a rotação da Terra desvia o ar para a direita no hemisfério norte e para a esquerda no hemisfério sul, formando assim células atmosféricas distintas. As monções, mudanças sazonais no vento e na precipitação que ocorrem principalmente nos trópicos, formam-se porque as massas de terra se aquecem mais facilmente do que o oceano. A diferença de temperatura induz a uma diferença de pressão entre a terra e o oceano, gerando um vento constante.
Água do oceano, que tem mais sal, tem uma densidade maior, e as diferenças de densidade desempenham um papel importante na circulação oceânica. A circulação termoalina transporta o calor dos trópicos para as regiões polares. O movimento da água do mar é impulsionado também pela interação com o vento. O componente salino também influencia a temperatura do ponto de congelamento. Os movimentos verticais podem trazer água mais fria para a superfície em um processo chamado de afloramento, que resfria o ar acima.

### Ciclo hidrológico
O ciclo hidrológico ou ciclo da água descreve como ela é constantemente movimentada entre a superfície da Terra e a atmosfera. As plantas evapotranspiram e a luz solar evapora a água dos oceanos e de outros corpos d'água, deixando para trás sal e outros minerais. Posteriormente, a água doce evaporada volta a chover na superfície. A precipitação e a evaporação não são distribuídas uniformemente pelo mundo, sendo que em algumas regiões, como os trópicos, há mais chuvas do que evaporação, e em outras há mais evaporação do que chuvas. A evaporação da água requer quantidades substanciais de energia, enquanto muito calor é liberado durante a condensação. Esse calor latente é a principal fonte de energia na atmosfera.

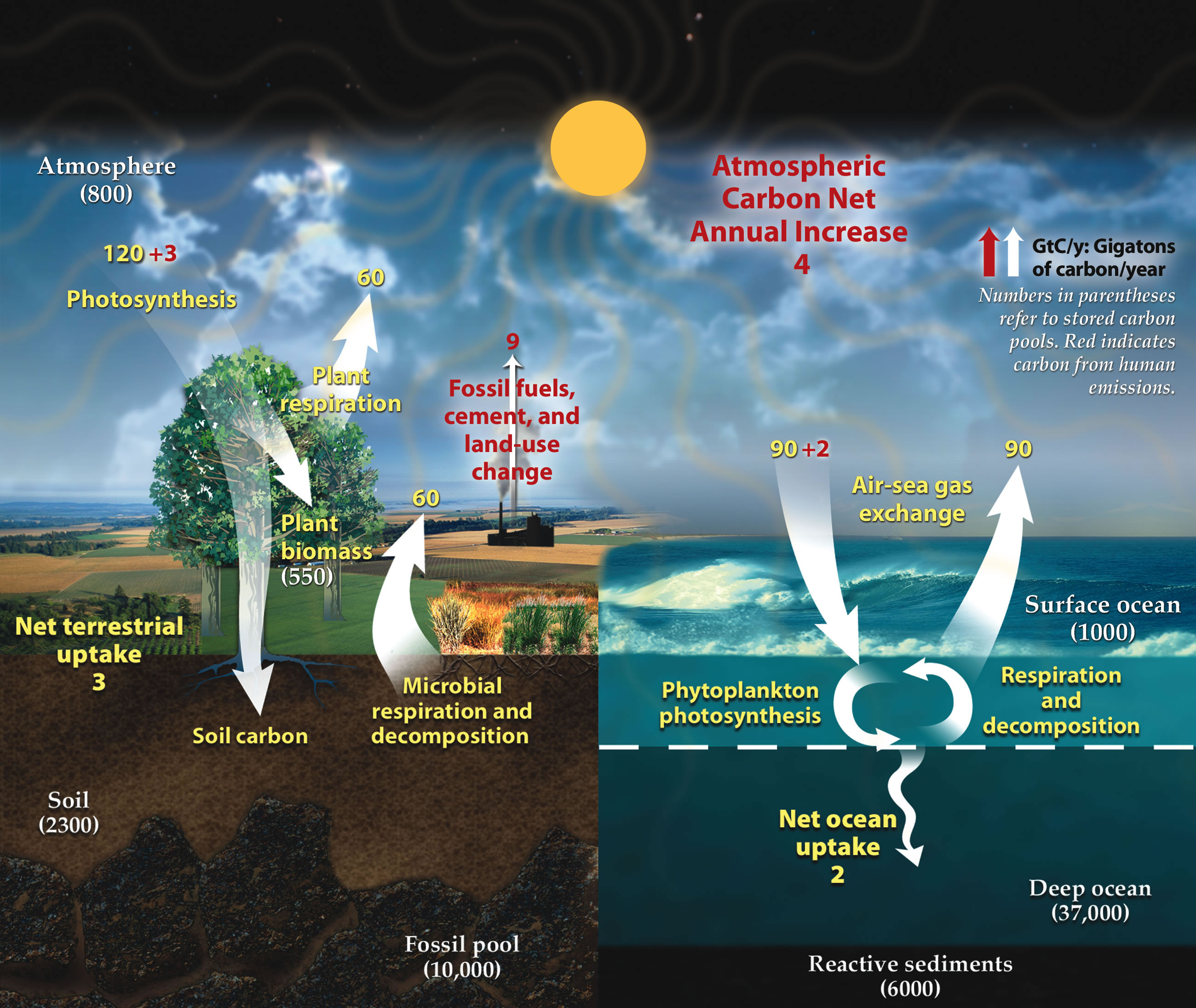
O carbono é constantemente transportado entre os diferentes elementos do sistema climático: fixado por seres vivos e transportado pelo oceano e pela atmosfera.

### Ciclos bioquímicos
Elementos químicos, vitais para a vida, passam constantemente pelos diferentes componentes do sistema climático. O ciclo do carbono é especialmente importante para o clima, pois determina as concentrações de dois importantes gases de efeito estufa na atmosfera: CO2 e metano. Na parte rápida do ciclo do carbono, as plantas absorvem o dióxido de carbono da atmosfera por meio da fotossíntese, que depois é reemitido pela respiração dos seres vivos. Como parte do ciclo lento do carbono, os vulcões libera CO2 por meio da desgaseificação, liberando dióxido de carbono da crosta e do manto da Terra. Como o CO2 na atmosfera torna a chuva um pouco ácida, essa chuva pode dissolver lentamente algumas rochas, um processo conhecido como intemperismo. Os minerais liberados dessa forma, transportados para o mar, são usados por criaturas vivas cujos restos podem formar rochas sedimentares, trazendo o carbono de volta à litosfera.
O ciclo do nitrogênio descreve o fluxo de nitrogênio ativo. Como o nitrogênio atmosférico é inerte, os microrganismos precisam primeiro convertê-lo em um composto de nitrogênio ativo em um processo chamado fixação de nitrogênio, antes que ele possa ser usado como um insumo na biosfera. As atividades humanas desempenham um papel importante nos ciclos do carbono e do nitrogênio: a queima de combustíveis fósseis deslocou o carbono da litosfera para a atmosfera, e o uso de fertilizantes aumentou enormemente a quantidade de nitrogênio fixado disponível.

## Mudanças no sistema climático
O clima varia constantemente, em escalas de tempo que vão desde as estações até o tempo de vida da Terra. As mudanças causadas pelos próprios componentes e pela dinâmica do sistema são chamadas de variabilidade climática interna. O sistema também pode sofrer forçamento externo de fenômenos fora do sistema (por exemplo, uma mudança na órbita da Terra). Mudanças mais longas, geralmente definidas como mudanças que persistem por pelo menos 30 anos, são chamadas de mudanças climáticas, embora esta expressão geralmente se refira à atual mudança climática global. Quando o clima muda, os efeitos podem se intensificar mutualmente, passando em cascata por outras partes do sistema em uma série de  feedbacks climáticos (por exemplo, mudanças no albedo [en]), produzindo muitos efeitos diferentes (por exemplo, aumento do nível do mar).

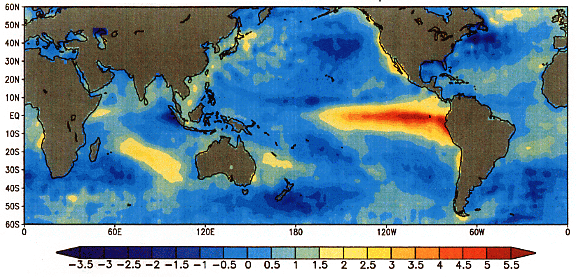
Diferença entre a temperatura normal da superfície do mar em dezembro e as temperaturas durante o forte El Niño de 1997. O El Niño normalmente traz um clima mais úmido para o México e os Estados Unidos.

### Variabilidade interna
Os componentes do sistema climático variam continuamente, mesmo sem pressões externas (forçamento externo). Um exemplo na atmosfera é a Oscilação do Atlântico Norte (NAO), que funciona como uma gangorra de pressão atmosférica. Os Açores portugueses costumam ter alta pressão, enquanto a Islândia costuma ter pressão mais baixa. A diferença de pressão oscila e isso afeta os padrões climáticos em toda a região do Atlântico Norte até a Eurásia central. Por exemplo, o clima na Groenlândia e no Canadá é frio e seco durante uma NAO positiva. As diferentes fases da oscilação do Atlântico Norte podem se manter por várias décadas.
O oceano e a atmosfera também podem trabalhar juntos para gerar espontaneamente uma variabilidade climática interna que pode persistir por anos ou décadas. Exemplos desse tipo de variabilidade incluem o El Niño-Oscilação Sul, a oscilação decadal do Pacífico e a oscilação multidecadal do Atlântico. Essas variações podem afetar a temperatura média global da superfície ao redistribuir o calor entre o oceano profundo e a atmosfera, mas também ao alterar a distribuição de nuvens, vapor de água ou gelo marinho, o que pode afetar o orçamento total de energia da Terra.
Os aspectos oceânicos dessas oscilações podem gerar variabilidade em escalas de tempo centenárias pelo oceano ter centenas de vezes mais massa do que a atmosfera e, portanto, uma inércia térmica muito alta. Por exemplo, as alterações nos processos oceânicos, como a circulação termoalina, exercem um efeito fundamental na redistribuição do calor nos oceanos do mundo. A compreensão da variabilidade interna ajudou os cientistas a atribuir as recentes mudanças climáticas aos gases de efeito estufa.

### Forçamento externo do clima
Em escalas de tempo longas, o clima é determinado principalmente pela quantidade de energia existente no sistema e para onde ela se desloca. Quando o balanço de energia da Terra muda, o clima também muda. Uma mudança no balanço de energia é chamada de forçamento. Quando a mudança é causada por algo fora dos cinco componentes do sistema climático, ela é chamada de forçamento externo. Os vulcões, por exemplo, resultam de processos profundos na Terra que não são considerados parte do sistema climático. Assim como nossas ações humanas, as mudanças fora do planeta, como a variação solar e a chegada de asteroides, também são “externas” aos cinco componentes do sistema climático.:1454
O principal valor para quantificar e comparar forçamentos climáticos é o forçamento radiativo.

#### Luz solar incidente
O Sol é a fonte predominante de entrada de energia na Terra e impulsiona a circulação atmosférica. A quantidade de energia proveniente do Sol varia em escalas de tempo mais curtas, incluindo o ciclo solar de 11 anos, e em escalas de tempo mais longas. Embora o ciclo solar seja muito pequeno para aquecer e resfriar diretamente a superfície da Terra, ele influencia diretamente uma camada mais alta da atmosfera, a estratosfera, que pode ter um efeito sobre a atmosfera próxima à superfície.
Pequenas variações no movimento da Terra podem causar grandes mudanças na distribuição sazonal da luz solar que atinge a superfície da Terra e como ela é distribuída pelo globo, embora não na luz solar média global e anual. Os três tipos de mudança cinemática são variações na excentricidade da Terra, mudanças no ângulo de inclinação do eixo de rotação da Terra e precessão do eixo da Terra. Juntos, eles produzem os ciclos de Milankovitch, que afetam o clima e são notáveis por sua correlação com os períodos glaciais e interglaciais.

#### Gases de efeito estufa
Os gases de efeito estufa retêm o calor na parte inferior da atmosfera, absorvendo a radiação de onda longa. No passado da Terra, muitos processos contribuíram para as variações nas concentrações de gases de efeito estufa. Atualmente, as emissões humanas são a causa do aumento das concentrações de alguns gases de efeito estufa, como o CO2, o metano e o N2O. O contribuinte dominante para o efeito estufa é o vapor d'água (~50%), sendo que as nuvens (~25%) e o CO2 (~20%) também desempenham um papel importante. Quando as concentrações de gases de efeito estufa de longa duração, como o CO2, são aumentadas, a temperatura e o vapor de água aumentam. Dessa forma, o vapor d'água e as nuvens não são vistos como forçamentos externos, mas como feedback.
O intemperismo de carbonatos e silicatos remove o carbono da atmosfera.

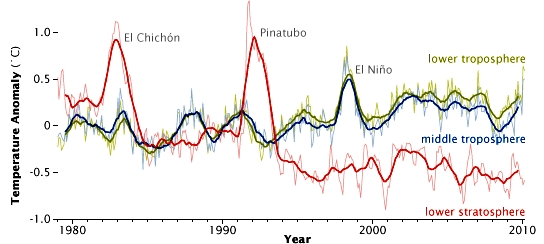
Na temperatura atmosférica de 1979 a 2010, determinada pelos satélites de en da NASA, aparecem efeitos de aerossóis liberados por grandes erupções vulcânicas (El Chichón e Pinatubo). O El Niño é um evento separado da variabilidade oceânica.

#### Aerossóis
As partículas líquidas e sólidas na atmosfera, chamadas coletivamente de aerossóis, têm diversos efeitos sobre o clima. Alguns dispersam principalmente a luz solar, resfriando o planeta, enquanto outros absorvem a luz solar e aquecem a atmosfera. Os efeitos indiretos incluem que os aerossóis podem atuar como núcleos de condensação de nuvens, estimulando a sua formação. Entre as fontes naturais de aerossóis estão a maresia, a  poeira mineral, os meteoritos e os vulcões. Ainda assim, os seres humanos também contribuem, pois atividades humanas, como a combustão de biomassa ou de combustíveis fósseis, liberam aerossóis na atmosfera. Os aerossóis neutralizam alguns dos efeitos de aquecimento dos gases de efeito estufa emitidos até caírem de volta à superfície em alguns anos ou menos.
Embora os vulcões sejam tecnicamente parte da litosfera, que faz parte do sistema climático, o vulcanismo é definido como um agente forçador externo. Em média, há apenas algumas erupções vulcânicas por século que influenciam o clima da Terra por mais de um ano, ejetando toneladas de SO2 na estratosfera. O dióxido de enxofre é quimicamente convertido em aerossóis que causam resfriamento ao bloquear uma fração da luz solar que chega à superfície da Terra. Pequenas erupções afetam a atmosfera apenas de forma sutil.

Alguns efeitos do aquecimento global podem aumentar (feedbacks positivos) ou inibir (feedbacks negativos) o aquecimento. Observações e estudos de modelagem indicam que há um feedback positivo líquido para o atual aquecimento global da Terra.

#### Mudanças no uso e cobertura da terra
As mudanças na cobertura da terra, como a mudança na cobertura da água (por exemplo, aumento do nível do mar, secagem de lagos [en] e inundações) ou o desmatamento, principalmente pelo uso humano da terra, podem afetar o clima. A refletividade da área pode mudar, fazendo com que a região capte mais ou menos luz solar. Além disso, a vegetação interage com o ciclo hidrológico, de modo que a precipitação também é afetada. Os incêndios na paisagem liberam gases de efeito estufa na atmosfera e liberam carbono negro, que escurece a neve, facilitando o derretimento.

### Respostas efeedbacks
Os diferentes elementos do sistema climático respondem às forças externas de diferentes maneiras. Uma diferença importante entre os componentes é a velocidade com que eles reagem a um forçamento. A atmosfera normalmente responde em algumas horas ou semanas, enquanto o oceano profundo e as camadas de gelo levam séculos ou milênios para atingir um novo equilíbrio.
A resposta inicial de um componente a uma força externa pode ser atenuada por feedbacks negativos e reforçada por feedbacks positivos. Por exemplo, uma diminuição significativa da intensidade solar levaria rapidamente a uma diminuição da temperatura na Terra, o que permitiria a expansão da cobertura de gelo e neve. A neve e o gelo extras têm um albedo ou uma refletividade mais alta e, portanto, refletem mais radiação solar de volta ao espaço antes que ela possa ser absorvida pelo sistema climático como um todo; isso, por sua vez, faz com que a Terra esfrie ainda mais.